# ウンディーネ

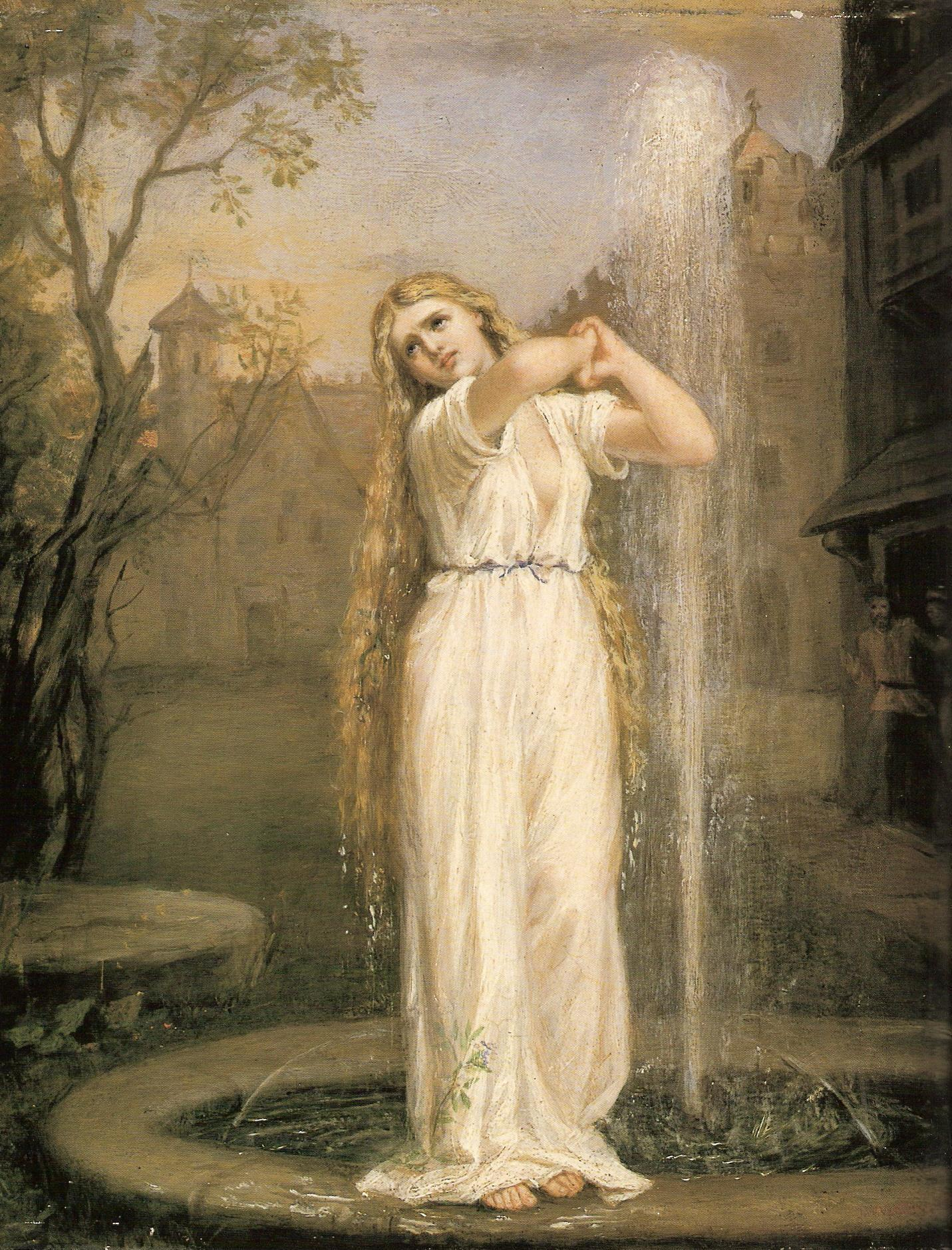
ジョン・ウィリアム・ウォーターハウスの絵画『オンディーヌ』。

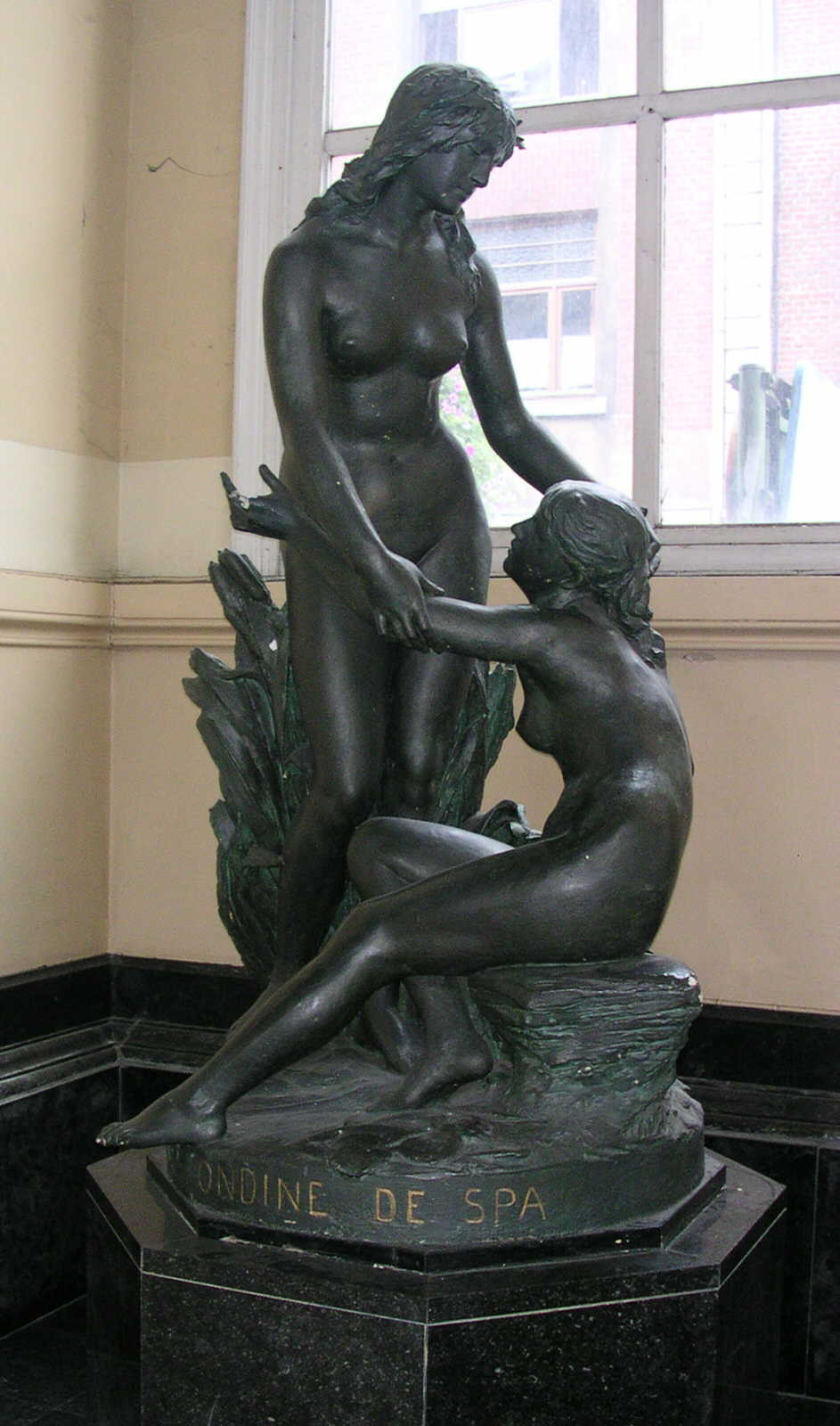
Pouhon Pierre-Le-Grand 『温泉のオンディーヌ』。

ウンディーネ （独: Undine）は、四大精霊のうち、水を司る精霊（elementals）である。語源は羅: unda（「波」の意）である。他言語では、仏：Ondine（オンディーヌ）、英：Undine（アンダインまたはアンディーン）、伊：Ondina（オンディーナ）。
湖や泉などに住んでおり、性別はないが、ほとんどの場合美しい女性の姿をしているとされ、人間との悲恋物語が多く伝えられている。
パラケルススによると、ウンディーネには本来魂がないが、人間の男性と結婚すると魂を得る。また、ウンディーネを妻に持つ男は、水の近くで彼女を誹謗すると、彼女は水の世界の里に戻ってしまう、といわれる。また、そのために水に帰ることを余儀なくされたウンディーネでも、婚姻は有効でありつづけ、魂は失わない。

## パラケルスス論
パラケルススの持論（『妖精の書 Liber de Nymphis..et de caeteris spiritibus』所収 ）に拠れば、四元素（土、風/空気、火、水）の、おのおののアストラル界（「カオス」、とパラケルスス用語ではいう） には、四種の精霊がおり、水の精霊はウンディーネまたはニンフ（ニュンペー）と称す。かれらは本来、人間が与えられる「永遠の魂」（天国へ行く資格）を持ちあわせない 。しかし、ウンディーネは（他の元素の精霊よりもずっと）特に人間とのかかわりをもちやすく、人間の男性と結婚することで永遠不滅の魂の胚芽を得るという。また、人間ともうけた子供らにも永遠の魂は宿る。そのためウンディーネ（ニンフ、水女・水族）は、人間の男性との結婚をつよく求めるという。ウンディーネ/ニンフを妻に持つ男は、水場のちかくで彼女を"いかようにも挑発/刺激したり"侮辱したりしてはならず、もしすれば彼女は水の世界の里に帰っていってしまう。
この、ウンディーネの妻を水辺で侮辱すると出て行ってしまうモチーフは、後述するフーケ作の小説(およびホフマン作のオペラ）にも使われている。その禁忌は事前に教示されていたはずだが 、夫はかつての恋人とよりを戻し始め、これをかばってウンディーネに悪口を言ってしまい、ウンディーネはドナウ川の水界に逃げ帰ってしまう。
上ですこし触れたが、夫が水の近くでウンディーネを侮辱すると、彼女は水の中に消え入るようにいなくなってしまい、見つかることはないが、これを溺死したと考えてはならず、彼女は有効な婚姻のつづく妻として生き続けるのである。このモチーフもまたフーケ作の小説に用いられている。侮辱の禁忌をおかし夫はウンディーネを追放したが、水中に去りざまにも彼女は、貞操の誓いはいまだ有効であり、夫がこれを破れば命に関わると忠告する。その後もまた、白鳥の歌に紛れて夫に見せた夢のまどろみのなかで、不倫にふみきってはならないと警告をつづけている。
パラケルススによれば、一度結婚を果たしたウンディーネは水界に出戻ることになろうと、最後の審判の日に居合わせる資格がある、すなわち永遠不滅の魂を持ち続けるという。小説でも、騎士に見せた夢の中で、ウンディーネは "水底（みなそこ）で暮らしていますが..魂もここまで持ってきてます"と語っている。

## ウンディーネを題材にした作品

### フーケの『ウンディーネ』

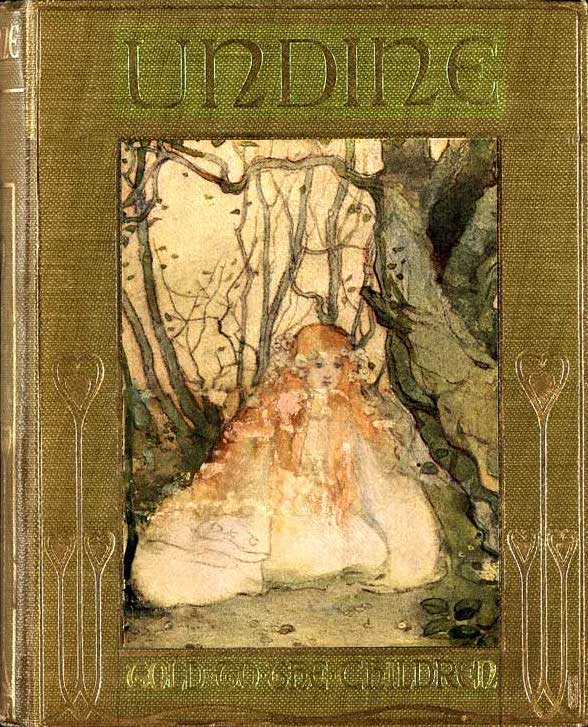
フーケの『ウンディーネ』。

ドイツの作家フリードリヒ・フーケは、1811年、美しき水の精霊ウンディーネと騎士フルトブラントの悲恋を主題とする中編小説『ウンディーネ』を出版した。
フーケの創作では、ウンディーネが騎士フルトブラントと結婚して魂を得るが、水のそばで夫に罵倒されるとウンディーネは水に帰ってしまう（上述）という禁忌を夫は犯して彼女を失う。なおかつ、ウンディーネとの婚姻は（彼女が生き続ける限り）解消しないのに、ベルタルダとの再婚に踏み切る。これについても、夫が不倫で裏切れば、彼女の種族の掟で夫を殺さねばならないという会話を漏れ聞いているのに、禁忌を無視したのである）。結果、結婚式にウンディーネが泉より出現し、泣きながらにして彼を接吻して殺す。
小説でウンディーネの伯父（叔父）だというキューレボルン(ドイツ語: Kühleborn、「冷たい泉」の意）は、結婚を快く思わず様々な妨害や嫌がらせをしてくるが、これも水と関係する化け物の一種とされる。
ヨハン・ヴォルフガング・フォン・ゲーテも「ドイツの真珠」と絶賛したドイツロマン主義小説の名作であり、たちまち数ヶ国語に翻訳された。この作品は、多くの派生作品を生んだ。

### ジロドゥの『オンディーヌ』
フランスの戯曲家ジャン・ジロドゥは、1939年、フーケの『ウンディーネ』を原作とする戯曲『オンディーヌ』を書いた。
オンディーヌは美しい水の精であったが、騎士ハンスと恋に落ちて人間界へとやってくる。しかし、オンディーヌの天衣無縫のふるまいに嫌気がさしたハンスは、かつての許婚ベルタに心を移してしまう。ところが、オンディーヌが人間界に遣わされるにあたっては水界の王との間に、もしハンスがオンディーヌを裏切った時は、ハンスの命を奪ってもよいという契約が交わされていたのだ。ハンスを死なせないためにオンディーヌは色々試行錯誤するが、結果失敗に終わり、ハンスは命を落とす。

### バレエ

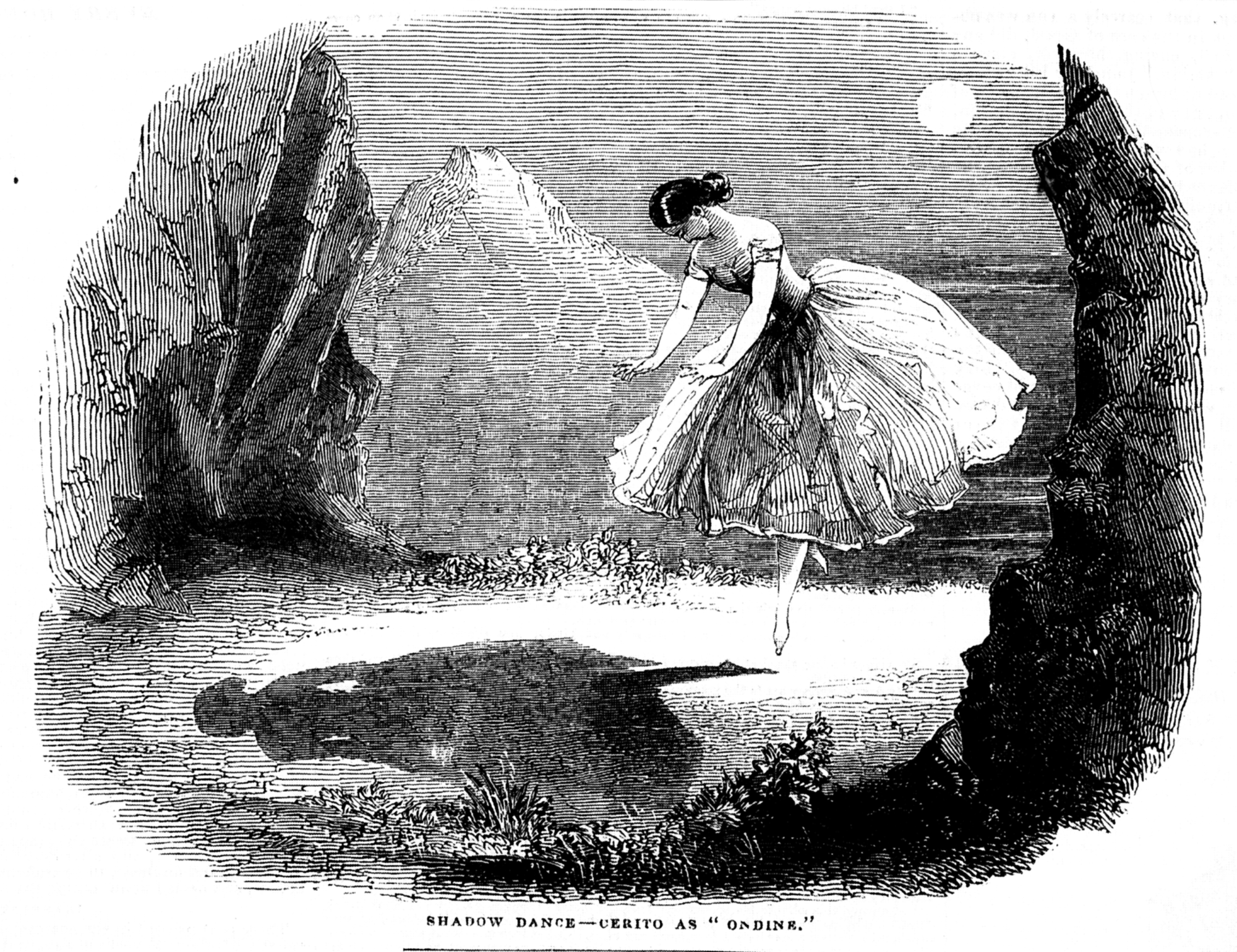
ペロー&プーニ『オンディーヌ、またはナイアド』の初演、イラストレイテド・ロンドン・ニュースより。

2作が作られ、いずれもフーケの『ウンディーネ』を原作としている。
1843年、ジュール・ペロー振り付け、チェーザレ・プーニ作曲で、『オンディーヌ、またはナイアド』が作られた。
1958年、フレデリック・アシュトン振り付け、ハンス・ヴェルナー・ヘンツェ作曲で、『オンディーヌ』が作られた。この作品は英国ロイヤル・バレエ団のレパートリーとして度々上演されている。初演はマーゴ・フォンテインがタイトル・ロールを踊った。吉田都の当たり役のひとつでもある。

### オペラ
- E.T.A.ホフマン『ウンディーネ』 1814年。フーケの『ウンディーネ』が原作。
- アルベルト・ロルツィング『ウンディーネ』 1845年。フーケの『ウンディーネ』が原作。
- アレクセイ・リヴォフ『ウンディーナ』 1846年。
- ピョートル・チャイコフスキー『ウンディーナ』 1869年。フーケの『ウンディーネ』が原作（ヴァシーリー・ジュコーフスキー訳）。

ウンディーネではないが似た主題を持つ作品として、アントニン・ドヴォルザークのオペラ『ルサルカ』がある。

### 音楽劇以外の音楽
- カール・ライネッケ作曲の室内楽曲「フルートソナタ ホ長調 Op.167 ウンディーネ」。
- モーリス・ラヴェル作曲のピアノ組曲『夜のガスパール』の第1曲「オンディーヌ」。
- クロード・ドビュッシー作曲の『前奏曲集』第2巻の第8曲「オンディーヌ」。
- 長山洋子の1987年のアルバム『オンディーヌ』。第1曲は「真夜中のオンディーヌ」。
- 福嶋尚哉作曲の東京メトロ銀座線渋谷駅2番線の発車メロディ「アンディーン」。

### 映画
- 『オンディーヌ 海辺の恋人』（2009年、アイルランド、ニール・ジョーダン監督、コリン・ファレル主演）[29]
- 『水を抱く女』（2020年、ドイツ、クリスティアン・ペツォールト監督、パウラ・ベーア主演）[30]

### その他の文学
- 児島冬樹の小説『夢幻界 オンディーヌ』（角川書店、1987年）